# Otter Township (comté de Warren, Iowa)
Otter Township est un township du comté de Warren en Iowa, aux États-Unis,.
Il est nommé en référence aux loutres (en anglais : otter), animal chassé dans la région.

## Source de la traduction
- (en) Cet article est partiellement ou en totalité issu de l’article de Wikipédia en anglais intitulé « Otter Township, Warren County, Iowa » (voir la liste des auteurs).